# Provincie Eččú

Mapa japonských provincií se zvýrazněnou provincií Eččú

Provincie Eččú (japonsky: 越中国; Eččú no kuni) byla stará japonská provincie na ostrově Honšú při pobřeží Japonského moře. Na jejím území se dnes rozkládá prefektura Tojama. Eččú sousedila s provinciemi Ečigo, Hida, Kaga, Noto a Šinano.
Jejím hlavním městem bývala Takaoka, ale během období Sengoku ji většinou ovládal vládce některé ze sousedních provincií, jako byly Ečigo a Kaga.